# Teolepte II
Teolepte II (en grec Θεόληπτος Β') va ser patriarca de Constantinoble els anys 1585 i 1586.
Era nebot del patriarca Metròfanes III, que l'havia nomenat metropolità de Filipòpolis. El patriarca Jeremies Tranos el va honorar, però va conspirar amb Pacomi II per deposar-lo. Quan Pacomi va dimitir l'any 1585 va ocupar la seu del patriarcat. Teolepte va emprendre un viatge a Moldàvia per a recollir diners per l'Església, i Nicèfor, el diaca del patriarca exiliat Jeremies Tranos, va aconseguir d'expulsar-lo del càrrec a l'abril de 1857. Jeremies va recuperar el tron, i un sínode va felicitar Teolepte per la feina feta i el va enviar a Geòrgia a recaptar ajudes econòmiques per l'església.